# دانيال تشافيز موران
دانيال تشافيز موران (بالإسبانية: Daniel Chavez Moran)‏ هو شخصية أعمال مكسيكي، ولد في 1952 في ديليسياس في المكسيك.

## وصلات خارجية
- الموقع الرسمي